# ماسوييت
الماسوييت (Masuyite) عبارة عن معدن أكسيد اليورانيوم/الرصاص صيغته Pb[(UO2)3O3(OH)2]·3H2O .
وُصف ظهور الماسوييت لأول مرة في عام 1947 م في كاتانغا وسمّي باسم عالم الجيولوجيا البلجيكي جوستاف ماسوي تكريماً له (1905-1945) .